# Edward Wakeling
Edward Wakeling (ur. 31 sierpnia 1946 w Sutton Scotney, zm. 9 września 2023) – brytyjski matematyk i badacz epoki wiktoriańskiej oraz życia i twórczości Lewisa Carrolla.

## Działalność
Wakeling był przewodniczącym The Lewis Carroll Society w Wielkiej Brytanii, przejmując funkcję po okresie urzędowania Anne Clark Amor. Swój pierwszy artykuł dotyczący Carrolla opublikował w 1977 roku. Pojawiał się w programach i filmach dokumentalnych dotyczących autora Alicji w Krainie Czarów, m.in. w Sekretnym świecie Lewisa Carrolla wyprodukowanym przez BBC (skrytykował później ten film z powodu związanych z nim kontrowersji) czy w jednym z odcinków miniserii ARTE Tajemnice słynnych rękopisów. Był również autorem publikacji dotyczących życia Lewisa Carrolla oraz jego twórczości. Jego najbardziej znanym biograficznym dziełem jest książka Lewis Carroll: The Man and His Circle prezentująca życiorys Carrolla oraz osób, z którymi współpracował lub utrzymywał znajomości. Wraz z Mortonem N. Cohenem opublikował Lewis Carroll & His Illustrators: Collaborations and Correspondence, 1865-1898 – opracowanie dotyczące współpracy Carrolla z ilustratorami jego dzieł, zawierające również ich korespondencję. Ponadto zredagował nowe, kompletne wydanie dzienników Carrolla publikowane przez The Lewis Carroll Society w latach 1993–2007.
W swoich publikacjach oraz wypowiedziach często prostował rozpowszechnione plotki lub kontrowersyjne teorie o życiu pisarza. Wraz z badaczami takimi jak Karoline Leach, Hughes Lebailly czy Jenny Woolf należy do grona osób, które negatywnie wypowiadają się o idei domniemanej pedofilii Carrolla, zaznaczając, że wpływ na rozpowszechnienie tej teorii miały m.in. niewystarczająca znajomość jego życia prywatnego, błędne interpretacje XX-wiecznych biografów czy psychoanaliza freudowska. Skrytykował jednak samą Leach za jej teorię o romansie Carrolla z Loriną Hannah Liddell, matką Alice Liddell.
Zmarł 9 września 2023 w swoim domu.

## Publikacje
- Cohen Morton N., Wakeling Edward, Lewis Carroll & His Illustrators: Collaborations and Correspondence, 1865-1898, Cornell U. P., 2003.
- Wakeling Edward, Taylor Roger, Lewis Carroll, Photographer, Princeton University Press, 2002.
- Wakeling, Edward, Lewis Carroll: The Man and His Circle, I. B. Tauris, 2014.
- Wakeling, Edward (ed.), Lewis Carroll’s Diaries (seria), The Lewis Carroll Society, 1993-2007.
- Wakeling Edward (ed.), Lewis Carroll’s Games and Puzzles, Courier Corporation, 1992.

## Filmografia
- There’s Something About Alice (2022) – on sam[11]
- Tajemnice słynnych rękopisów (ang. The Manuscripts’ Secret History) (2021) – on sam (odcinek 1.)[5]
- Sekretny świat Lewisa Carrolla (ang. The Secret World of Lewis Carroll) (2015) – on sam[12]
- Sincerely Yours, Lewis Carroll (2004) – konsultant biograficzny[13]
- Great Books (1994) – on sam (odcinek 1. sezonu drugiego – Alice in Wonderland)[14]